# Calamón (escultura)
L'escultura urbana coneguda pel nom Calamón, ubicada al nucli poblacional de la Manzaneda, a 6 km d'OviedoPrincipat d'Astúries, Espanya, és una de les més d'un centenar que adornen els carrers de l'esmentada ciutat espanyola.
El paisatge urbà d'aquesta ciutat, es veu adornat per obres escultòriques, generalment monuments commemoratius dedicats a personatges d'especial rellevància en un primer moment, i més purament artístiques des de finals del segle xx.
L'escultura, feta de ferro, és obra de Rafael Rodríguez Urrusti, i està datada 2000.
L'obra es va col·locar als carrers de Manzaneda amb el propòsit de commemorar que la zona havia estat guardonada per l'Ajuntament d'Oviedo amb el «Premi al poble més bell del concejo d'Oviedo». L'Ajuntament va voler retre homenatge a Urrusti, que havia mort per aquestes dates, i unir la celebració del premi i el record a aquest artista, triant una obra d'aquest per engalanar l'entrada al nucli poblacional.
El Calamón és una au peculiar limícola habitant de la zona, que Urrusti va representar en la seva obra amb un grotesc aspecte, desmanegat, gairebé còmic.